# Vlado Šola
Vlado Šola, född 16 november 1968 i Prisoje nära Duvno i SFR Jugoslavien (nuvarande Tomislavgrad i Bosnien och Hercegovina), är en kroatisk före detta handbollsmålvakt. Han spelade 132 landskamper för Kroatiens landslag mellan 1991 och 2005.
Šola var som spelare känd för sin energiska, tekniska attityd och sitt rödfärgade hår. Han var med i laget som vann OS-guld 2004 i Aten.

## Klubbar
- Budućnost Sesvetski Kraljevec (1984–1985)
- RK Medveščak (1985–1995)
- RK Sisak (1995–1996)
- GWD Minden (1996–1998)
- SG Willstätt/Schutterwald (1998–2002)
- Chambéry Savoie HB (2002–2004)
- Veszprém KC (2004–2006)
- RK Zagreb (2006–2008)